# وست لیبرتی (اوهایو)
وست لیبرتی (به انگلیسی: West Liberty) یک روستا در ایالات متحده آمریکا است که در شهرستان لوگان، اوهایو واقع شده‌است. وست لیبرتی ۲٫۹۰ کیلومتر مربع مساحت و ۱٬۸۰۵ نفر جمعیت دارد.